# Synsphyronus alisonae
Espèce
Synsphyronus alisonae est une espèce de pseudoscorpions de la famille des Garypidae.

## Distribution
Cette espèce est endémique du Goldfields-Esperance en Australie-Occidentale. Elle se rencontre vers Coolgardie.

## Description
Le mâle holotype mesure 4,90 mm et la femelle paratype 5,84 mm, les mâles mesurent de 4,90 à 4,99 mm et les femelles de 5,46 à 5,96 mm.

## Systématique et taxinomie
Cette espèce a été décrite par Harvey en 2022.

## Étymologie
Cette espèce est nommée en l'honneur d'Alison Jones.

## Publication originale
- Harvey, 2022 : « Three new species of the pseudoscorpion genus Synsphyronus (Pseudoscorpiones: Garypidae) from semi-arid Western Australia. » Australian Journal of Taxonomy, vol. 6, p. 1–15 (texte intégral).